# Madagascar (album)
Pour les articles homonymes, voir Madagascar (homonymie).
Albums de Mahaleo
Bozy
(1979)
Singles
1. Ravorondreo/Mianatra misitaka
Sortie : 1972
2. Raozy vony/Adin-Tsaina
Sortie : 1973
3. Vaonala/Tsindry hazo lena
Sortie : 1974
4. Izahay mpamita/Andro ririnina
Sortie : 1976
5. Rainivoanjo/Nenina
Sortie : 1976
6. Floara/Veloma ry fahazazana
Sortie : 1978
7. Ianao/Vololona
Sortie : 1978

Madagascar est le premier album studio du groupe malgache Mahaleo sorti en 1976 sous le label Playa Sound. L’album sera réédité en 1995.

## Liste des titres
Toutes les chansons sont écrites et composées par le groupe Mahaleo comme Ravorondreo ou même Vololona sauf, par exemple, Ianao et Andro Ririnina par Dadah et aussi Adin-Tsaina par Dama.
Toutes les chansons sont interprétées par le groupe Mahaleo sauf Andro Ririnina chantée seulement par Dadah et Adin-Tsaina et Izahay Mpamita chantées par Dama uniquement.
Chaque morceau de l'album est également sorti en 45 tours quelques années avant, pendant et après la publication de l'album dans les années 70.
| 1.    | Ravorondreo          | R. Andrianabela/F. Rajaonarison                         | 3:05 |
| 2.    | Ianao                | H. Rabekoto/C.B. Andrianaivo                            | 2:53 |
| 3.    | Vololona             | Z. Rasolofondraosolo/R. Andrianabelina                  | 2:39 |
| 4.    | Adin-Tsaina          | R. Raosolosolofo/Z. Rasolofondraosolo                   | 2:56 |
| 5.    | Veloma Ry Fahazazana | R. Andrianabela/F. Rajaonarison                         | 2:26 |
| 6.    | Izahay Mpamita       | H. Rabekoto/C.B. Andrianaivo                            | 3:18 |
| 7.    | Rainivoanjo          | Z. Rasolofondraosolo/R. Andrianabelina                  | 2:25 |
| 8.    | Mianatra Misintaka   | R. Raosolosolofo/Z. Rasolofondraosolo                   | 3:40 |
| 9.    | Nenina               | R. Andrianabela/F. Rajaonarison/R. Raosolosolofo        | 3:50 |
| 10.   | Andro Ririnina       | H. Rabekoto/C.B. Andrianaivo                            | 3:09 |
| 11.   | Floara               | R. Raosolosolofo/Z. Rasolofondraosolo                   | 3:28 |
| 12.   | Voanala              | Z. Rasolofondraosolo/R. Andrianabelina/R. Raosolosolofo | 2:11 |
| 36:00 |                      |                                                         |      |

## Crédits
- Production : Bessa
- Production licence : Sunset-France
- Édition : Kaiamba
- Photo/illustration : JF de Comarmond
- Ligne graphique : Olivier Bernasson
- Cover design (1976) : Didier Classe
- Maquette (1995) : Studio KALI (Médias Waimes)

## Le groupe
- Nono (Andrianabelina Rakotobe) : guitare basse, guitare acoustique, chant
- Fafah (Famantanantsoa Rajaonarison) : chant
- Bekoto (Honoré Rabekoto) : flûte, chant, piano
- Charle (Charles Bert Andrianaivo) : rythmes, chant
- Dama (Zafimahaleo Rasolofondraosolo) : guitare acoustique, chant, harmonica
- Dadah (Andrianabela Rakotobe) : guitare acoustique, chant
- Raoul (Raosolosolofo Razafindranoa) : violon, chant, guitare acoustique